# Spencer Dunkley
Spencer Earl Dunkley (Wolverhampton, 5 settembre 1969) è un ex cestista e allenatore di pallacanestro inglese, professionista in Europa.

## Carriera
È stato selezionato dagli Indiana Pacers al secondo giro del Draft NBA 1993 (51ª scelta assoluta).

## Palmarès
- Campionato israeliano: 1

Maccabi Tel Aviv: 1993-94
- Coppa di Israele: 1

Maccabi Tel Aviv: 1993-94